# Giorgio Corner (vescovo)
Giorgio Corner (Venezia, 26 febbraio 1524 – Venezia, 1578) è stato un vescovo cattolico italiano.

## Biografia
Nipote del Giorgio Corner e della regina Caterina Cornaro, nasce nel 1524 nel grande palazzo di famiglia che dà su campo San Polo a Venezia.
Il 20 febbraio 1538, quattordicenne, viene eletto vescovo ausiliare di Treviso, diocesi allora retta dallo zio, cardinale Francesco Pisani, che lo consacrò personalmente. Ebbe vari incarichi presso la curia romana fino a quando, nel 1561 viene nominato nunzio apostolico nel Granducato di Toscana. Il 16 settembre 1562 viene inviato al Concilio di Trento, con diritto di voto, mantenendo, tuttavia, l'interim della nunziatura per altri tre anni, su pressione di Cosimo I de' Medici primo Granduca di Toscana. Contrariamente a quanto potrebbe far pensare la sua condotta appena descritta, il 14 dicembre 1562 il Corner votò a favore dell'obbligo di residenzialità dei vescovi nella diocesi cui erano a capo. Partecipò quindi ai lavori sui decreti riguardanti l'istituzione dei seminari diocesani e a quelli sul matrimonio. Fu anche assertore della maggior indipendenza dei vescovi diocesani rispetto alla Sede Apostolica negli atti di governo.
Il 12 settembre 1564, in ottemperanza a quanto da lui stesso votato a Trento, prende possesso personalmente della diocesi presso la cattedrale di Treviso. Di notevole interesse gli atti di governo della diocesi: nel 1565 diede inizio alla visita pastorale e riorganizzò le cariche di curia; celebrò tre sinodi diocesani nel 1565, nel 1566 e nel 1567. L'11 novembre 1566 istituisce ufficialmente il seminario vescovile diocesano, inizialmente ospitato nelle canoniche della cattedrale.
Ritiratosi a Venezia a partire dal 1570, per motivi di salute, vi si ritirò definitivamente il 29 novembre 1577, dopo aver ottenuto che il suo successore alla guida della cattedra di san Liberale fosse il nipote Francesco Corner.

## Genealogia episcopale
La genealogia episcopale è:
- Cardinale Guillaume d'Estouteville, O.S.B.Clun.
- Papa Sisto IV
- Papa Giulio II
- Cardinale Raffaele Sansone Riario
- Papa Leone X
- Papa Paolo III
- Cardinale Francesco Pisani
- Vescovo Giorgio Corner